# Junior Volley Civita Castellana
Il Junior Volley Civita Castellana è una società pallavolistica maschile italiana con sede a Civita Castellana: milita nel campionato di Serie B.

## Storia
La società Junior Volley Civita Castellana nasce nel 2006, prende parte ai campionati provinciali e partendo dalla Seconda Divisione ottiene in pochi anni l'accesso ai tornei regionali e nazionali: la promozione in Serie B2 arriva nella stagione 2010-11, mentre quella in Serie B1 viene centrata al termine delle annate 2012-13.
Grazie alla vittoria della Serie B1 2014-15 arriva la promozione in Serie A2, campionato dove esordisce nella stagione 2015-16. Ad inizio della stagione 2017-18 sposta la propria sede di gioco a Roma, ottenendo, nella stessa annata, la vittoria del suo primo trofeo, ossia quella della Coppa Italia di Serie A2.
Al termine della stagione la società rinuncia all'iscrizione al campionato cadetto, iscrivendosi alla Serie B e tornando contestualmente a disputare le proprie partite casalinghe a Civita Castellana.

## Palmarès
- Coppa Italia di Serie A2: 1

2017-18